# غيغ لين
غيغ لين (بالإنجليزية: Gigg Lane)‏ هو ملعب كرة قدم في بإنجلترا. اُفتُتح عام 1885 ، يتسع الملعب إلى 12,500 متفرج.